# Municipio de Comanche (Estados Unidos)
El municipio de Comanche (en inglés: Comanche Township) es un municipio ubicado en el condado de Barton en el estado estadounidense de Kansas. En el año 2010 tenía una población de 462 habitantes y una densidad poblacional de 2,77 personas por km².

## Geografía
El municipio de Comanche se encuentra ubicado en las coordenadas 38°17′50″N 98°35′54″O / 38.29722, -98.59833. Según la Oficina del Censo de los Estados Unidos, el municipio tiene una superficie total de 167.05 km², de la cual 166,88 km² corresponden a tierra firme y (0,11 %) 0,18 km² es agua.

## Demografía
Según el censo de 2010, había 462 personas residiendo en el municipio de Comanche. La densidad de población era de 2,77 hab./km². De los 462 habitantes, el municipio de Comanche estaba compuesto por el 97,84 % blancos, el 0,22 % eran asiáticos, el 0,43 % eran de otras razas y el 1,52 % eran de una mezcla de razas. Del total de la población el 5,19 % eran hispanos o latinos de cualquier raza.